# Boukaïs
Boukais là một đô thị thuộc tỉnh Béchar, Algérie. Dân số thời điểm năm 2002 là 890 người.